# V356 Близнецов
V356 Близнецов (лат. V356 Geminorum, HD 55579) — кратная звезда в созвездии Близнецов на расстоянии приблизительно 770 световых лет (около 236 парсек) от Солнца. Возраст звезды определён как около 346,7 млн лет.
Переменность открыта Джоном Винцером в 1974 году*.

## Характеристики
Первый компонент (WDS J07144+2443A) — бело-голубая вращающаяся переменная звезда типа Альфы² Гончих Псов (ACV) спектрального класса A0IVp, или A0Sr, или A1pSrCr*, или ApBp, или B9. Видимая звёздная величина звезды — от +6,93m до +6,89m. Масса — около 3,732 солнечных, радиус — около 3,361 солнечных, светимость — около 45,709 солнечных. Эффективная температура — около 9726 К.
Второй компонент — коричневый карлик. Масса — около 55,14 юпитерианских. Удалён в среднем на 2,32 а.е..
Третий компонент (WDS J07144+2443B). Видимая звёздная величина звезды — +11,47m. Удалён на 126,9 угловых секунды.
Четвёртый компонент (WDS J07144+2443C). Видимая звёздная величина звезды — +13,07m. Удалён на 49,8 угловых секунды.
Пятый компонент (WDS J07144+2443D). Видимая звёздная величина звезды — +12,87m. Удалён от второго компонента на 93,4 угловых секунды.
Шестой компонент (WDS J07144+2443E). Видимая звёздная величина звезды — +12,1m. Удалён на 174,4 угловых секунды.